# Manoir de Saint-Urchaud
Le manoir de Saint-Urchaud est un édifice situé à Pont-Scorff, en France.

## Situation
Le manoir est situé sur le territoire de la commune de Pont-Scorff, au lieu-dit Saint-Urchaud, dans le département du Morbihan, en région Bretagne.

## Description
Le manoir date des XVIIe et XVIIIe siècles, il présente un plan allongé, à deux étages carrés, décalés au niveau du pavillon, et double orientation. Le corps de logis principal, construit en pierre de taille, est rythmé par une élévation ordonnancée à sept travées incomplètes tandis que le pavillon latéral, enduit, présente une élévation à deux travées et un toit en pavillon. Chaque partie possède son propre escalier : escalier à retours sans jour et à balustres pour le corps principal, escalier à retours avec jour et rampe métallique pour l'avant-corps. Le manoir, situé à proximité immédiate du Scorff navigable est inondable en cas de crue. Le rez-de-chaussée dépourvu de cheminées et aveugle côté nord (pour la partie ancienne) , a pu servir d'entrepôt. Une remise en rez-de-chaussée enduite est construite dans l'alignement du corps principal. Toiture  à longs pans recouverte d'ardoises, pignon couvert, toit en pavillon.

## Histoire
Le manoir de Saint-Urchaud est construit au XVIIe siècle face à l'anse de Saint-Urchaud. Il est surélevé d'un étage dans la première moitié du XVIIIe siècle et prolongé par une dépendance à usage de remise raccourcie et remaniée au XIXe siècle. Un pavillon latéral à avant-corps est ajouté à la fin du XIXe siècle.
Il est inscrit à l'inventaire général du patrimoine culturel.

## Galerie

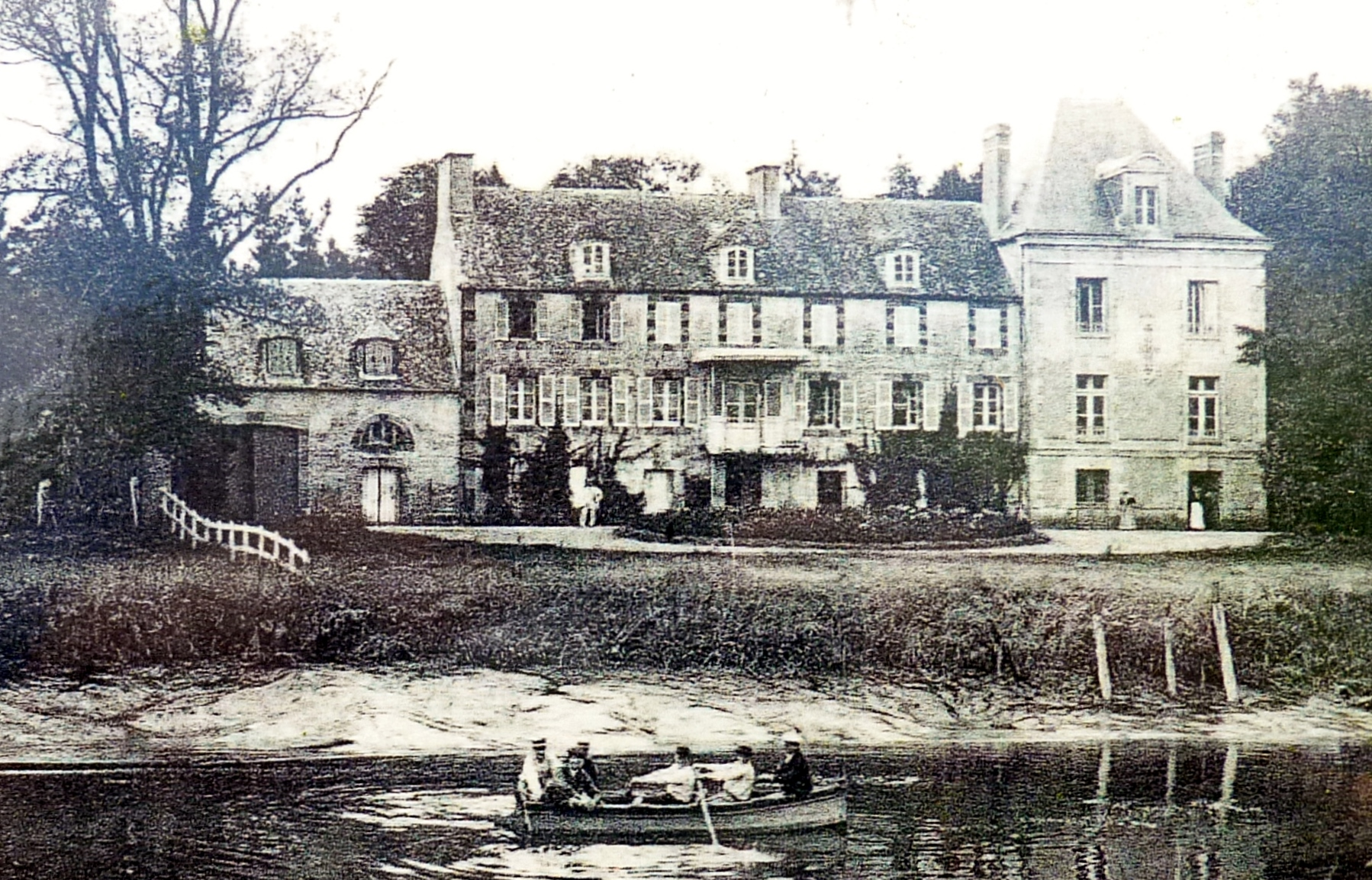
Le manoir de Saint-Urchaut (carte postale vers 1915).
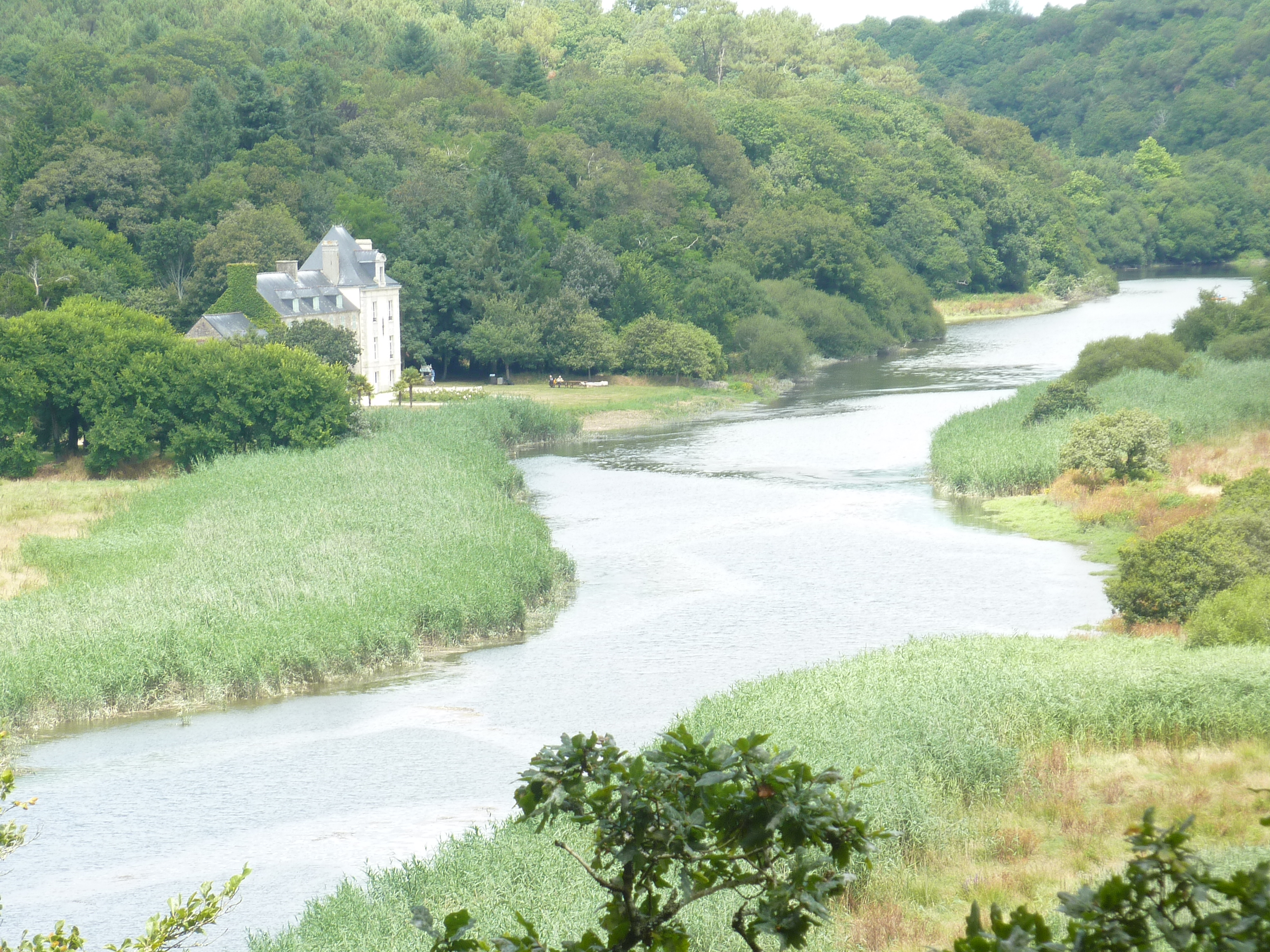
Le manoir sur la rive du Scorff en 2022.
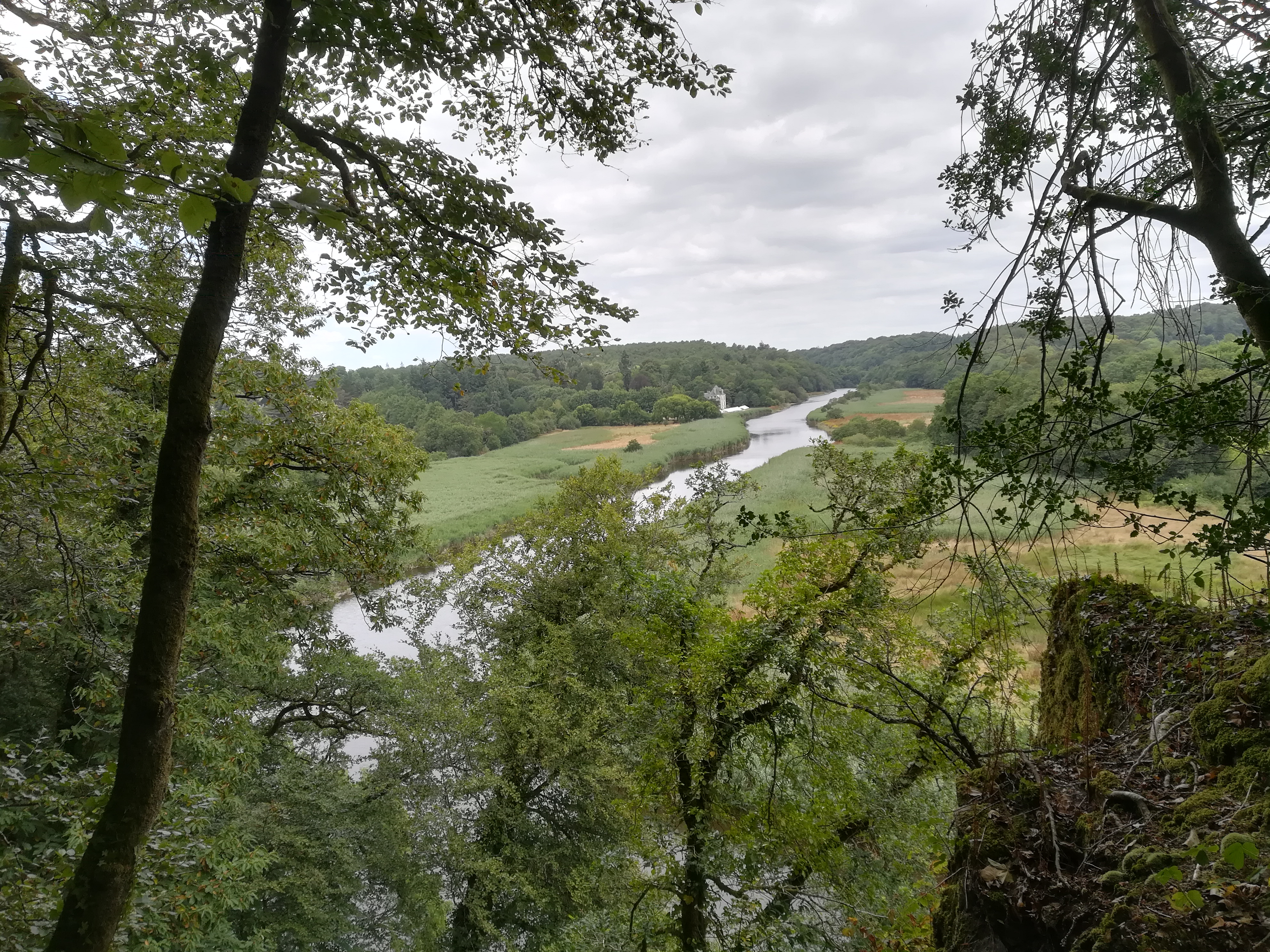
Le Scorff et le château de Saint-Urchaud vus depuis le rocher du Corbeau.
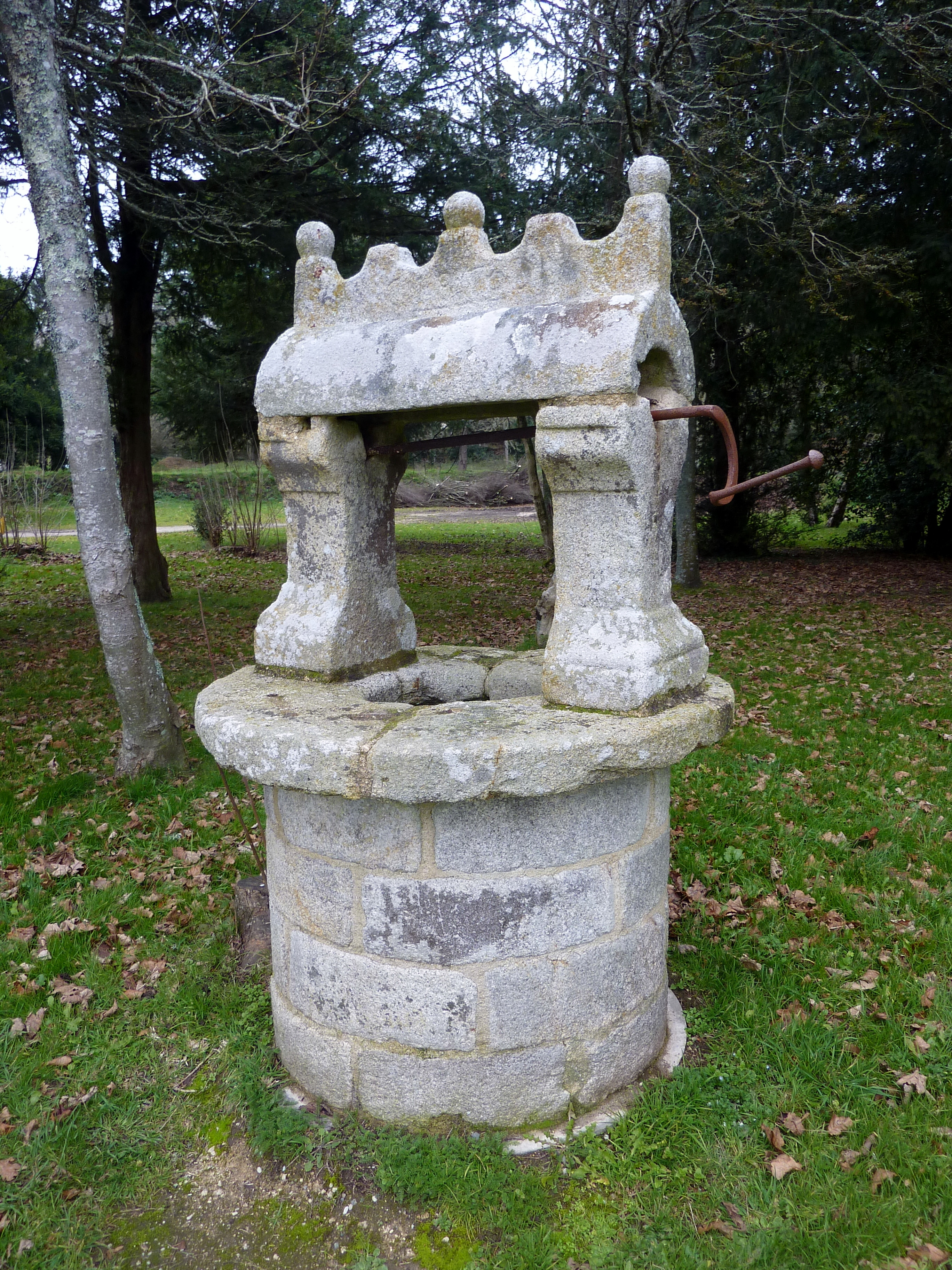
Ancien puits dans le parc du manoir de Saint-Urchaud.